# Chennaiyin Football Club 2020-2021
Questa voce raccoglie le informazioni riguardanti il Chennaiyin nelle competizioni ufficiali della stagione 2020-2021.

## Maglie e sponsor
| Casa | Trasferta |

## Organico

### Rosa
| N. |                                 | Ruolo | Calciatore            |
| -- | ------------------------------- | ----- | --------------------- |
| 1  | India (bandiera)                | P     | Karanjit Singh        |
| 2  | India (bandiera)                | D     | Reagan Singh          |
| 3  | India (bandiera)                | D     | Fanai Lalchhuanmawia  |
| 5  | Bosnia ed Erzegovina (bandiera) | D     | Enes Sipović          |
| 7  | India (bandiera)                | C     | Lallianzuala Chhangte |
| 8  | India (bandiera)                | C     | Edwin Sydney Vanspaul |
| 9  | Slovacchia (bandiera)           | A     | Jakub Sylvestr        |
| 11 | India (bandiera)                | C     | Thoi Singh            |
| 13 | Brasile (bandiera)              | D     | Eli Sabiá             |
| 14 | Spagna (bandiera)               | C     | Manuel Lanzarote      |
| 15 | India (bandiera)                | C     | Anirudh Thapa         |
| 16 | India (bandiera)                | C     | Sinivasan Pandiyan    |
| 17 | India (bandiera)                | C     | Dhanpal Ganesh        |
| 18 | India (bandiera)                | D     | Jerry Lalrinzuala     |

| N. |                          | Ruolo | Calciatore          |
| -- | ------------------------ | ----- | ------------------- |
| 19 | Tagikistan (bandiera)    | C     | Fatxullo Fatxulloev |
| 20 | Brasile (bandiera)       | C     | Memo                |
| 21 | India (bandiera)         | C     | Abhijit Sarkar      |
| 22 | India (bandiera)         | D     | Deepak Tangri       |
| 23 | India (bandiera)         | D     | Aimol Reamsochung   |
| 24 | India (bandiera)         | A     | Rahim Ali           |
| 26 | India (bandiera)         | P     | BY Revanth          |
| 27 | India (bandiera)         | P     | Samik Mitra         |
| 28 | India (bandiera)         | C     | Germanpreet Singh   |
| 29 | India (bandiera)         | A     | Aman Chetri         |
| 31 | India (bandiera)         | P     | Vishal Kaith        |
| 35 | India (bandiera)         | D     | Balaji Ganesan      |
| 36 | India (bandiera)         | D     | Aqib Nawab          |
| 99 | Guinea-Bissau (bandiera) | A     | Isma                |

### Altri giocatori
| N. |                    | Ruolo | Calciatore        |
| -- | ------------------ | ----- | ----------------- |
| 10 | Brasile (bandiera) | C     | Rafael Crivellaro |

| N. |  | Ruolo | Calciatore |
| -- |  | ----- | ---------- |

### Staff tecnico
- Csaba László - Allenatore
- Admir Kozlic - Vice allenatore
- Syed Sabir Pasha  - Vice allenatore
- Karanjit Singh  - Allenatore portieri

## Calciomercato
| Acquisti | Acquisti              | Acquisti         | Acquisti      |
| R.       | Nome                  | da               | Modalità      |
| -------- | --------------------- | ---------------- | ------------- |
| P        | Vishal Kaith          |                  |               |
| P        | Karanjit Singh        |                  |               |
| P        | Samik Mitra           | Chennaiyin B     | Definitivo    |
| P        | BY Revanth            | Chennaiyin B     | Definitivo    |
| D        | Deepak Tangri         |                  |               |
| D        | Jerry Lalrinzuala     |                  |               |
| D        | Eli Sabiá             |                  |               |
| D        | Reagan Singh          | NorthEast Utd    | Definitivo    |
| D        | Fanai Lalchhuanmawia  | Odisha           | Definitivo    |
| D        | Enes Sipović          | Umm-Salal        | Definitivo    |
| D        | Aimol Reamsochung     |                  |               |
| D        | Aqib Nawab            | Chennaiyin B     | Definitivo    |
| D        | Balaji Ganesan        | Chennaiyin B     | Definitivo    |
| C        | Abhijit Sarkar        | East Bengal      | Fine prestito |
| C        | Anirudh Thapa         |                  |               |
| C        | Edwin Sydney Vanspaul |                  |               |
| C        | Lallianzuala Chhangte |                  |               |
| C        | Dhanpal Ganesh        |                  |               |
| C        | Sinivasan Pandiyan    |                  |               |
| C        | Rafael Crivellaro     |                  |               |
| C        | Germanpreet Singh     |                  |               |
| C        | Thoi Singh            |                  |               |
| C        | Memo                  | Jamshedpur       | Definitivo    |
| C        | Fatxullo Fatxulloev   | Khujand          | Definitivo    |
| A        | Rahim Ali             |                  |               |
| A        | Isma                  | Matsumoto Yamaga | Definitivo    |
| A        | Jakub Sylvestr        |                  | Svincolato    |
| A        | Aman Chetri           | Indian Arrows    | Definitivo    |

| Cessioni | Cessioni             | Cessioni      | Cessioni   |
| R.       | Nome                 | a             | Modalità   |
| -------- | -------------------- | ------------- | ---------- |
| P        | Sanjiban Ghosh       | NorthEast Utd | Definitivo |
| D        | Tondonba Singh       | Mumbai City   | Definitivo |
| D        | Hendry Antonay       | Odisha        | Definitivo |
| D        | Laldinliana Renthlei | Jamshedpur    | Definitivo |
| D        | Lucian Goian         |               | Svincolato |
| D        | Masih Saighani       |               | Svincolato |
| D        | Zohmingliana Ralte   |               | Svincolato |
| C        | Nerijus Valskis      | Jamshedpur    | Definitivo |
| C        | Dragoș Firțulescu    |               | Svincolato |
| A        | Jeje Lalpekhlua      |               | Svincolato |

### Mercato invernale
| Acquisti | Acquisti         | Acquisti | Acquisti   |
| R.       | Nome             | da       | Modalità   |
| -------- | ---------------- | -------- | ---------- |
| C        | Manuel Lanzarote |          | Svincolato |

| Cessioni | Cessioni | Cessioni | Cessioni |
| R.       | Nome     | a        | Modalità |
| -------- | -------- | -------- | -------- |

## Risultati

### Indian Super League
| Arbitro: | Kumar S. |

|                     |           |                                 |
| Nerijus Valskis 37’ | Marcatori | 1’ Anirudh Thapa 26’ (Rig) Isma |

| Bambolim 29 novembre 2020, ore 19:00 UTC+5:30 3ª giornata | Chennaiyin | 0 – 0 referto | Kerala Blasters | GMC Stadium (0 spett.)\| Arbitro: \| Gupta R. \| |
| Arbitro:                                                  | Gupta R.   |               |                 |                                                  |

| Arbitro: | Kumar Gupta R. |

|  |           |                          |
|  | Marcatori | 54’ (Rig.) Sunil Chhetri |

| Arbitro: | Meitei A. |

|                                         |           |                    |
| Hernán Santana 45+4’ Adam le Fondre 75’ | Marcatori | 40’ Jakub Sylvestr |

| Mormugao 13 dicembre 2020, ore 19:00 UTC+5:30 6ª giornata | NorthEast Utd | 0 – 0 referto | Chennaiyin | Tilak Maidan Stadium (0 spett.)\| Arbitro: \| Nagvenkar T. \| |
| Arbitro:                                                  | Nagvenkar T.  |               |            |                                                               |

| Arbitro: | Kundu H. |

|                |           |                                    |
| Jorge Ortiz 9’ | Marcatori | 5’ Rafael Crivellaro 53’ Rahim Ali |

| Arbitro: | Kundu H. |

|                          |           |                                         |
| Matti Steinmann 59’, 68’ | Marcatori | 13’ Lallianzuala Chhangte 64’ Rahim Ali |

| Bambolim 29 dicembre 2020, ore 19:00 UTC+5:30 9ª giornata | Chennaiyin   | 0 – 0 referto | ATK Mohun Bagan | GMC Stadium (0 spett.)\| Arbitro: \| Arumughan R. \| |
| Arbitro:                                                  | Arumughan R. |               |                 |                                                      |

| Arbitro: | Kumar S. |

|                   |           |                                                               |
| Anirudh Thapa 67’ | Marcatori | 50’ Joel Chianese 53’, 79’ Holicharan Narzary 74’ João Victor |

| Bambolim 10 gennaio 2021, ore 19:00 UTC+5:30 11ª giornata | Chennaiyin | 0 – 0 referto | Odisha | GMC Stadium (0 spett.)\| Arbitro: \| Crystal J. \| |
| Arbitro:                                                  | Crystal J. |               |        |                                                    |

| Arbitro: | Baksi R. |

|                    |           |                     |
| Diego Maurício 64’ | Marcatori | 15’ 21’ (Rig.) Isma |

| Bambolim 18 gennaio 2021, ore 15:00 UTC+5:30 13ª giornata | Chennaiyin     | 0 – 0 referto | East Bengal | GMC Stadium (0 spett.)\| Arbitro: \| Kumar Gupta R. \| |
| Arbitro:                                                  | Kumar Gupta R. |               |             |                                                        |

| Arbitro: | Arumughan R. |

|                           |           |  |
| David Joel Williams 90+1’ | Marcatori |  |

| Arbitro: | Kumar S. |

|                 |           |                         |
| Isma 76’ (Rig.) | Marcatori | 21’ Bartholomew Ogbeche |

| Arbitro: | Arumughan R. |

|                                         |           |  |
| Francisco Sandaza 28’ Joel Chianese 83’ | Marcatori |  |

| Margao 5 febbraio 2021, ore 15:00 UTC+5:30 17ª giornata | Bengaluru  | 0 – 0 referto | Chennaiyin | Fatorda Stadium (0 spett.)\| Arbitro: \| Banerji P. \| |
| Arbitro:                                                | Banerji P. |               |            |                                                        |

| Arbitro: | Kumar Gupta R. |

|  |           |                  |
|  | Marcatori | 90’ David Grande |

| Arbitro: | Crystal J. |

|                                              |           |                                            |
| Jakub Sylvestr 13’ Lallianzuala Chhangte 60’ | Marcatori | 17’ (Rig.) Igor Angulo 90+2’ Ishan Pandita |

| Arbitro: | Banerji P. |

|                                                           |           |                                                            |
| Lallianzuala Chhangte 8’, 52’ Manuel Lanzarote 50’ (Rig.) | Marcatori | 14’ Imran Khan 43’ Deshorn Brown 90+4’ (Rig.) Luís Machado |

| Arbitro: | Mondal P. |

|                        |           |                         |
| Gary Hooper 29’ (Rig.) | Marcatori | 10’ Fatxullo Fatxulloev |

### Andamento in campionato
| Giornata  | 1 | 2 | 3 | 4 | 5 | 6 | 7 | 8 | 9 | 10 | 11 | 12 | 13 | 14 | 15 | 16 | 17 | 18 | 19 | 20 | 21 | 22 |
| --------- | - | - | - | - | - | - | - | - | - | -- | -- | -- | -- | -- | -- | -- | -- | -- | -- | -- | -- | -- |
| Luogo     | T | X | C | T | T | T | T | T | C | C  | C  | T  | C  | T  | C  | T  | T  | C  | C  | C  | T  | X  |
| Risultato | V | X | N | P | P | N | V | N | N | P  | N  | V  | N  | P  | N  | P  | N  | P  | N  | N  | N  | X  |
| Posizione | 1 | 4 | 5 | 8 | 8 | 8 | 8 | 7 | 7 | 8  | 8  | 5  | 6  | 6  | 6  | 8  | 8  | 8  | 8  | 8  | 8  | 8  |

Legenda:

Luogo: C = Casa; T = Trasferta. Risultato: V = Vittoria; N = Pareggio; P = Sconfitta.